# آلپ شرقی
آلپ شرقی (انگلیسی: Eastern Alps) نامی است که به نیمه شرقی کوه‌های آلپ گفته می‌شود و معمولاً به عنوان منطقه شرقی خطی تعریف می‌شود که از دریاچه کنستانس و دره راین آلپی تا بالای گذرگاه Splügen در خط‌الرأس آلپ و رو به پایین تا رود لیرو و دریاچه کومو در جنوب کشیده شده‌است. قله‌ها و گردنه‌های کوهستانی این بخش، کم‌ارتفاع‌تر از رشته کوه‌های آلپ غربی هستند، در حالی که دامنه خود وسیع‌تر و کمتر قوسی ست.
رشته کوه‌های آلپ شرقی شامل بخش‌های شرقی سوئیس (عمدتا کانتون گراوبوندن)، همه لیختن‌اشتاین و بیشتر مساحت اتریش از فورآرلبرگ به سمت شرق و نیز بخش‌های انتهایی جنوب آلمان (بایرن علیا)، شمال‌غربی ایتالیا (لمباردی) و شمال‌شرقی ایتالیا (ترنتینو آلتو آدیجه، ونتو و فریولی ونتزیا جولیا) و بخش‌هایی از شمال اسلوونی می‌شود. آلپ شرقی در جنوب به دشت پادان ایتالیا محدود می‌شود و در شمال، دره رود دانوب آن را از توده‌کوه بوهمیا جدا می‌سازد. شرقی‌ترین بخش این کوه‌ها را رشته‌کوه وینا وودز که مشرف به دانوب و حوضه وین تشکیل داده که منطقه گذار از آلپ شرقی به کوه‌های کارپات است.